# Caucasorites
Caucasorites is een geslacht van kevers uit de familie van de loopkevers (Carabidae). De wetenschappelijke naam van het geslacht is voor het eerst geldig gepubliceerd in 1997 door Belousov & Zamotajlov.

## Soorten
Het geslacht Caucasorites omvat de volgende soorten:
- Caucasorites kovali Belousov, 1999
- Caucasorites shchurovi Belousov et Zamotajlov, 1997
- Caucasorites victori Belousov, 1999